# Videojuego social
Los videojuegos sociales son un tipo de videojuegos que utilizan las redes sociales para jugar online y compartiendo logros con personas de distintos lugares. Para lograr un mejor resultado en estos juegos, los usuarios necesitan implicar en ellos a tantos amigos como sea posible.
Se trata al mismo tiempo de una vía para promocionar productos que, por el éxito alcanzado por las redes sociales, se ha convertido en un modelo en auge. En la segunda mitad de 2009 aparecieron una cantidad considerable de nuevos juegos sociales como FarmVille, Mafia Wars, Castle Age y otros. Aún persisten en la red social juegos como Guild Masters, juego de rol social, desarrollado en España por jóvenes andaluces. Facebook fue pionero en los videojuegos sociales, pero otras plataformas como Tuenti tienen también su propio sistema de juegos.